# Класична література
Класична література — корпус літературних творів, що вважаються зразковими для тієї чи іншої епохи, завдяки своєму значенню для закладення основ культури або через особисту думку більшості читачів. Термін «класична література» часто асоціюється із західним каноном, але може застосовуватися до літературних творів усіх традицій: китайської класики, індійської ведичної літератури тощо.

## Загальні відомості
Поняття класики в літературі складалося в три останніх століття античності: воно означало певну категорію письменників, які за не завжди ясними причинами (в силу давнини або авторитету в очах освічених людей) уважалися гідними служити зразками і наставниками в усьому, що стосується володіння словом і отримання знань. Першим класичним автором є Гомер. Його «Одіссея» та «Іліада» вже в класичний період розвитку Греції (V ст. до н. е.) вважалися недосяжною драматичної вершиною (поняття «драми» у стародавніх греків було практично тотожне поняттю літератури в цілому). У V—VIII століттях склався канонічний список auctores (буквально: «поручителів»[уточнити]), що володіють auctoritas, — текстами, які визначали норми і теорії, що передавалися в процесі навчання. Цей канон не був абсолютно непорушним; проте в різних школах він варіюється мінімально, і ядро його залишається постійним. Із наближенням до XIV століття виникає тенденція до розширення списку. Поряд з поетами і прозаїками епохи Августа в ці переліки включаються письменники пізніших епох, а також представники язичництва і християнства IV, V, а іноді — VI і VIII століть. Усі ці «автори» служать загальним, начебто знеособленим надбанням; їх постійно цитують, їх наслідують, їх розрізають на сентенції, до них складають глоси.

## Сенс поняття
Сучасний зміст поняття «класична література» йде корінням в Епоху Відродження, коли в процесі секуляризації європейської культури письменники звернули свою увагу на античних авторів. Результатом цього стала епоха класицизму в літературі, під час якої письменники наслідували грецьких драматургів, перш за все Есхіла, Софокла та Евріпіда. Канон класичної драми описаний в роботі Ніколя Буало «Поетичне мистецтво». 
У 1850 році Шарль-Оґюстен де Сент-Бев (1804-1869)[5] сформулював свою відповідь на питання «Що таке класика?» («Qu'est-ce qu'un classique?») :
Ідея класики передбачає щось, що має тяглість і послідовність, що створює єдність і традицію, що входить у моду, передається і залишається... Справжній класик, як я хотів би почути це визначення, - це автор, який збагатив людський розум, збільшив його скарбницю, змусив його зробити крок вперед; який відкрив якусь моральну і не однозначну істину, або виявив якусь вічну пристрасть у серці, де, здавалося б, все було відомо і відкрито; хто висловив свою думку, спостереження чи винахід, неважливо, в якій формі, лише б вона була широкою і великою, витонченою і розумною, розсудливою і прекрасною сама по собі; хто промовляв до всіх своїм особливим стилем, стилем, який, як виявляється, є також стилем цілого світу, стилем новим без неологізмів, новим і старим, цілком сучасним усім епохам.
У цьому ж есе Сент-Бев цитує Гете (маючи на увазі поняття «класика»): «Античні твори є класичними не тому, що вони старі, а тому, що вони потужні, свіжі та життєдайні.
Поняття «класика» було також темою літературної критики Т. С. Еліота. У «Священному лісі» він вважав, що однією з причин, чому «Данте є класиком, а Блейк був лише геніальним поетом», є «концентрація, що випливає з рамок міфології, теології та філософії».
У вузькому сенсі слова «класична література» означають усю античну літературу. У широкому сенсі слова поняття «класичний» стало використовуватися щодо будь-якого твору, який заклав канон для свого жанру. Так з'явилася класика романтизму (Байрон), класика модернізму (Пруст, Джойс), класика масового роману (Дюма) тощо.